# San Francesco nel deserto
San Francesco nel deserto è un dipinto a olio su tavola (124,4x141,9 cm) di Giovanni Bellini, databile al 1480 circa e conservato nella Frick Collection di New York. L'opera è firmata "IOANNES BELLINVS" sul cartellino appeso ad un arbusto in basso a sinistra.

## Descrizione e stile
Secondo il catalogo del museo si tratta della più grande pala rinascimentale negli Stati Uniti. Il soggetto del dipinto è la ricezione delle stimmate da parte di san Francesco, che è raffigurato al centro, esile e immerso nella natura. Le ferite miracolose sono appena accennate sulle palme distese, ma non c'è traccia del tipico Crocifisso in cielo che le invia. Il miracolo avviene piuttosto attraverso la luce trascendentale che proviene dall'alto a sinistra e inonda il santo gettando profonde ombre dietro di lui. Si tratta di un'evoluzione del connettivo luminoso dorato portato a Venezia dall'esempio di Antonello da Messina verso il 1475.

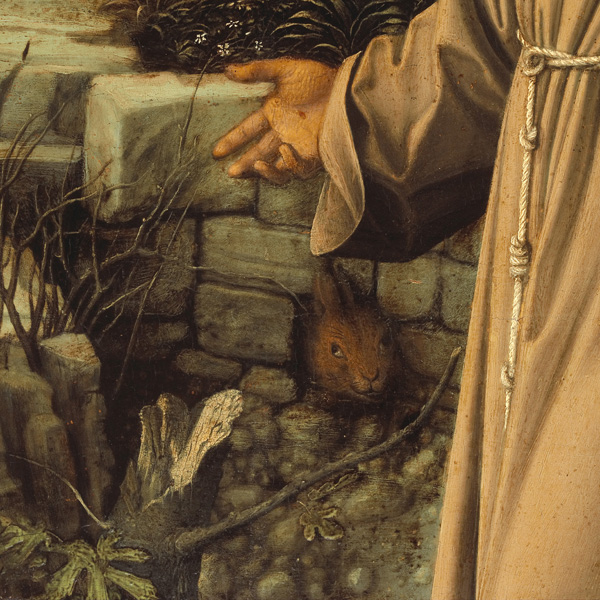
Dettaglio

L'episodio, avvenuto realmente presso il monte della Verna, è ambientato in un deserto roccioso, forse creando un parallelo con la figura di Mosè sul Monte Oreb, dove ebbe la visione del cespuglio infuocato a cui sembra rimandare l'alto albero d'alloro sulla sinistra, acceso dalla luce solare. A Mosè rimandano anche lo scolo dell'acqua a sinistra, che ricorda le fontane miracolose che il profeta scoprì nel deserto, e i sandali abbandonati a destra, che riprendono il comandamento divino in Esodo 3.5: "Togliti i calzari dai piedi, perché il luogo sul quale stai, è suolo sacro".

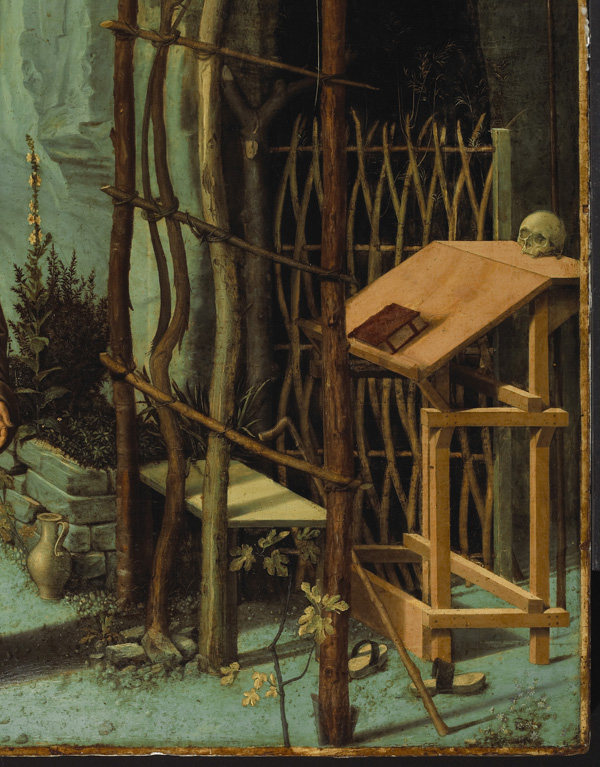
Dettaglio

Nella parte destra si trova uno studiolo improvvisato, fatto di assi e rami intrecciati, dove si trova un banco ligneo con un libro e un teschio, spunto di meditazione sul memento mori. A sinistra invece si distende un delicato paesaggio, con una città murata e un castello, e dove compaiono anche un asino, una gru e un pastore col suo gregge. Numerosi sono i dettagli minuti indagati con perspicacia, derivati dall'esempio fiammingo: dagli animali agli uccelli, fino agli oggetti come il vaso, il bastone del santo e anche una cordicella per suonare il "campanello" del santo. Notevole è il cartiglio che in basso a sinistra sembra essere incollato dal forte vento, che sembra piegare anche l'albero d'alloro, ma, in maniera sovrannaturale, non incide sul resto della rappresentazione.
La particolare concezione del rapporto tra uomo e natura espressa nel dipinto è per molti versi opposta a quella dell'umanesimo fiorentino: l'uomo non è ordinatore e centro dell'universo, ma piuttosto una fibra del tutto con cui vive in armonia, con una permeabilità tra mondo umano e mondo naturale data dal soffio divino che anima entrambi.